# ソフィー・アンダーソン
ソフィー・ジャンジャンブル・アンダーソン（Sophie Gengembre Anderson, 1823年 フランス・パリ - 1903年3月10日 イギリス・コーンウォール・ファルマス）は、フランス生まれのイギリスの画家。田園風景を背景にした子供と女性の絵を専門とした。彼女の作品は、密接にではないが、ラファエル前派とも関係がある。

## 経歴
パリの建築家シャルル・ジャンジャンブルの娘として生まれた。母親はイギリスの地質学者ジョン・ファレイの娘である。ソフィーの絵画は基本的に独学であったが、1843年、パリでシャルル・ド・スチューベンについて肖像画を習ったことはある。1848年のフランス2月革命から逃げるため、一家はアメリカに亡命。最初、オハイオ州シンシナティに住むが、後にペンシルベニア州マンチェスターに移る。そこで彼女はイギリス人画家ウォルター・アンダーソンと知り合い、結婚した。
最初は、ルイス・プラングの出版会社(Louis Prang & Company)でクロモリトグラフなど、肖像画を描いていた。1854年、家族とともにロンドンに移り、ロイヤル・アカデミーに作品を出展した。1858年、一家はニューヨークに行き、1863年頃、またロンドンに戻った。
それから30年、彼女はロイヤル・アカデミー、王立英国芸術家協会、他の画廊で広く作品を公開した。彼女の初期の作品は、ラファエル前派と共通する、植物やその他のディテールに対する並々ならぬ配慮が窺える。
1903年、ファルマスの自宅で死去。

## 作品

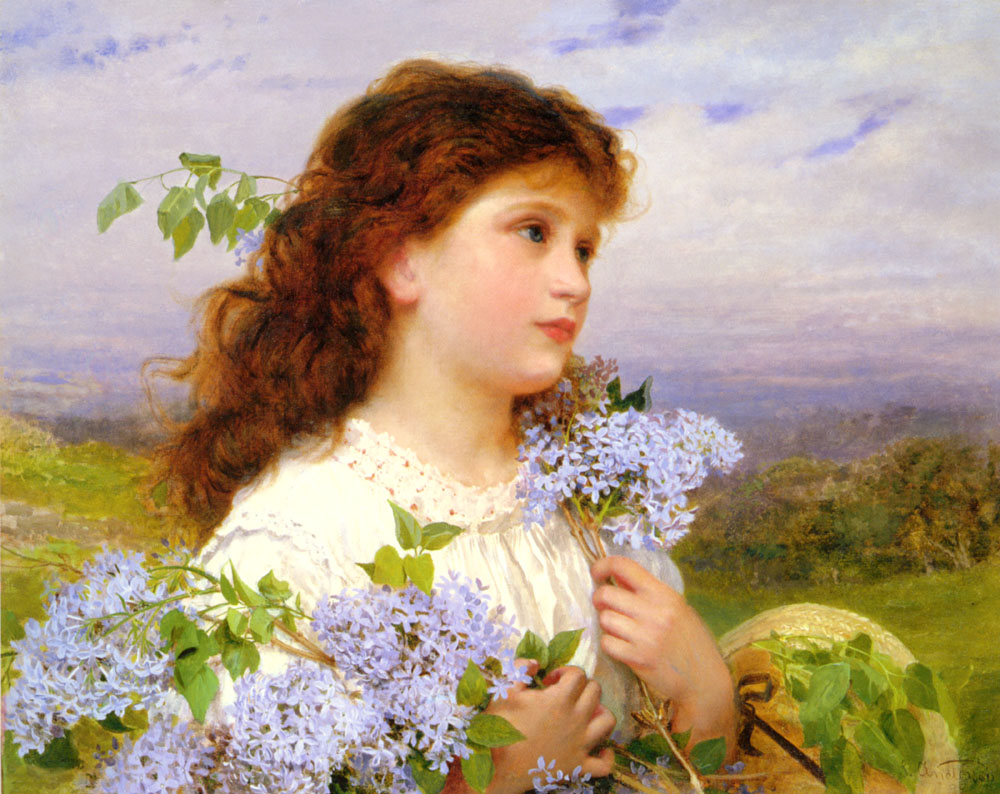
The Time of the Lilacs
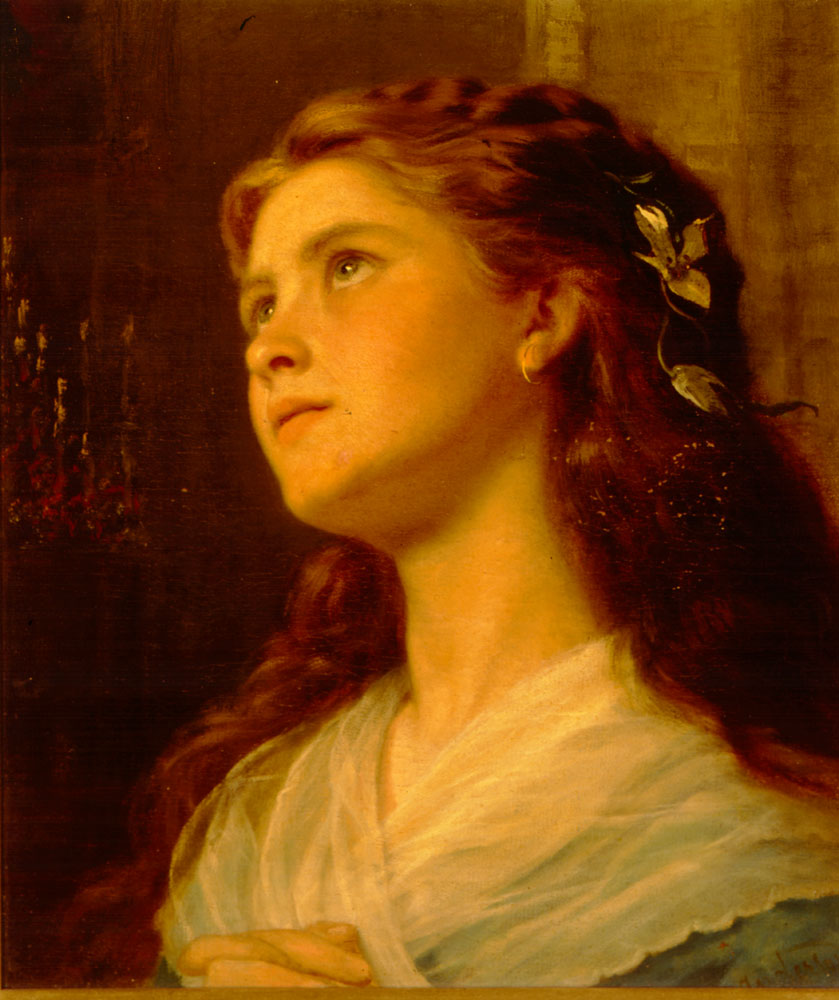
Portrait of a Young Girl
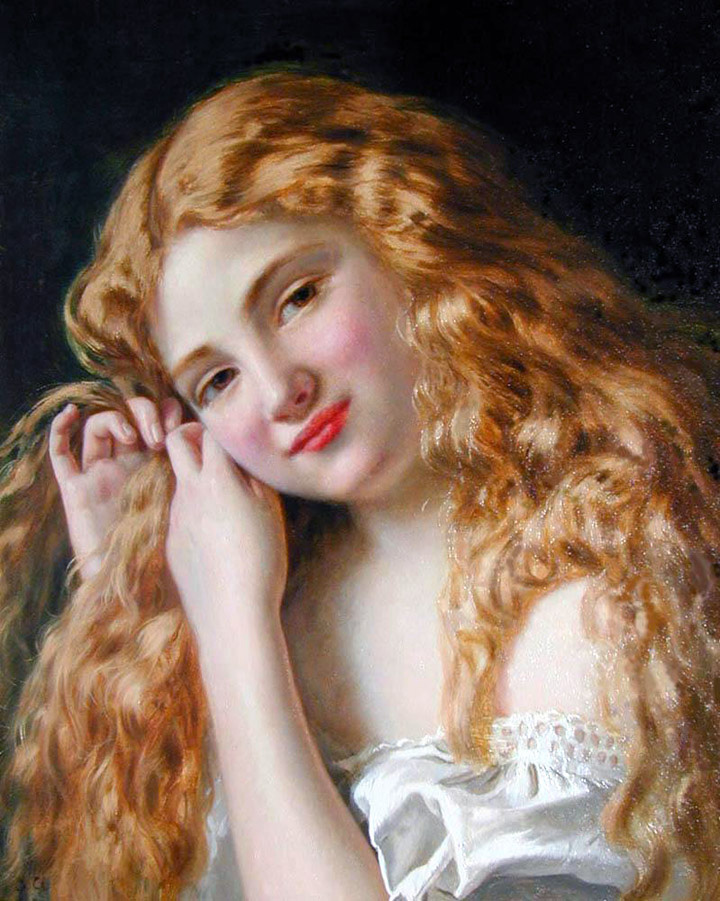
Young Girl Fixing Her Hair
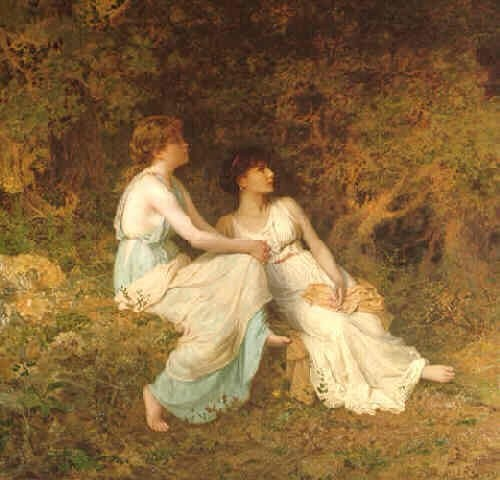
Birdsong
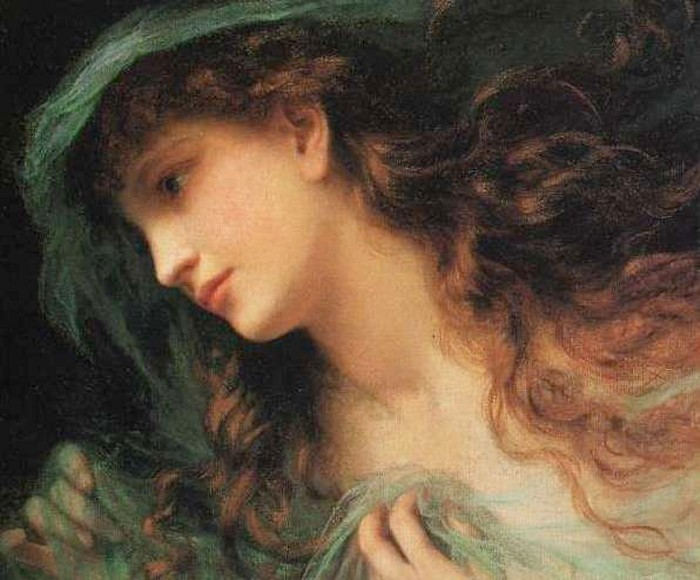
ニンフの頭部 The Head of a Nymph
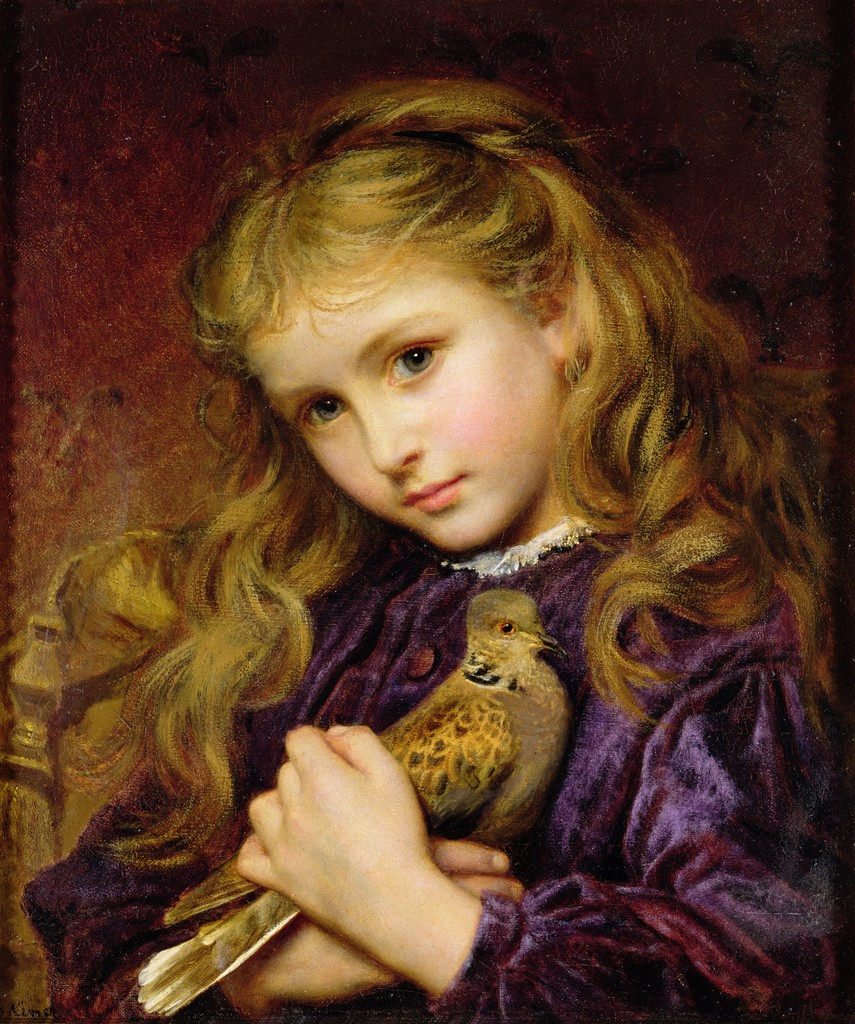
小さなキジバト The Turtle Dove Small
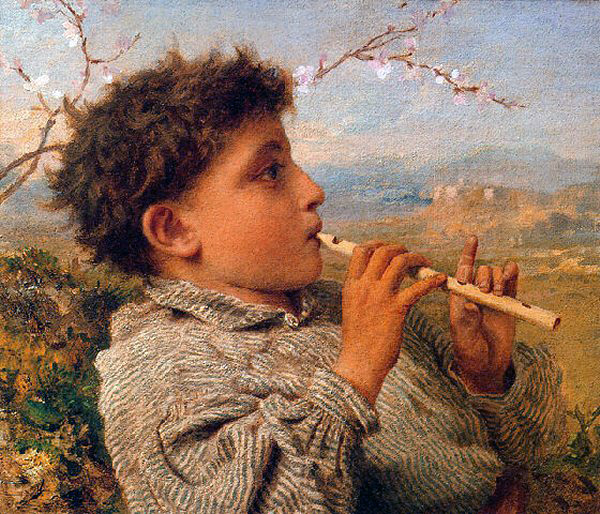
Shepherd Piper (1881)
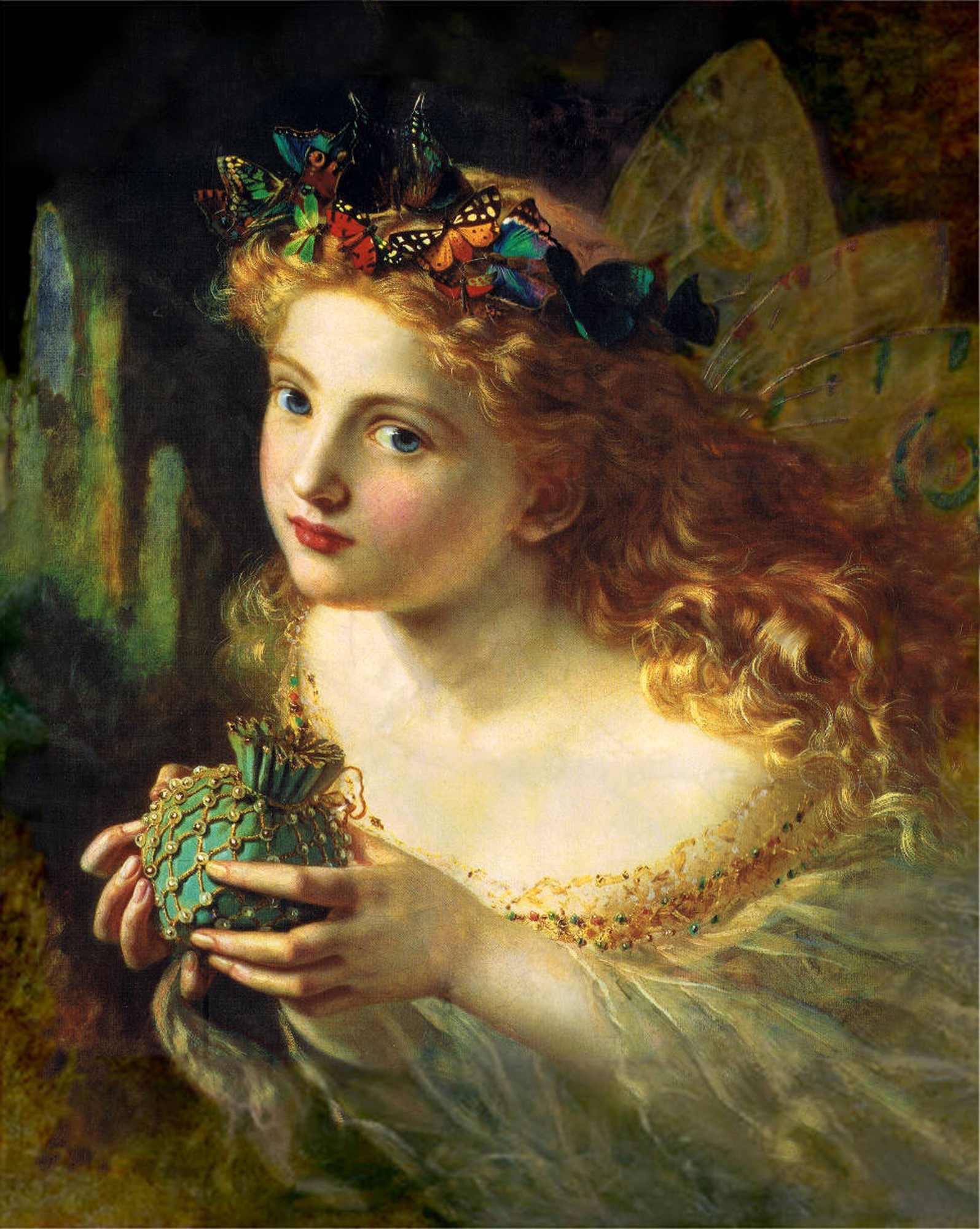
妖精 Take the Fair Face of Woman
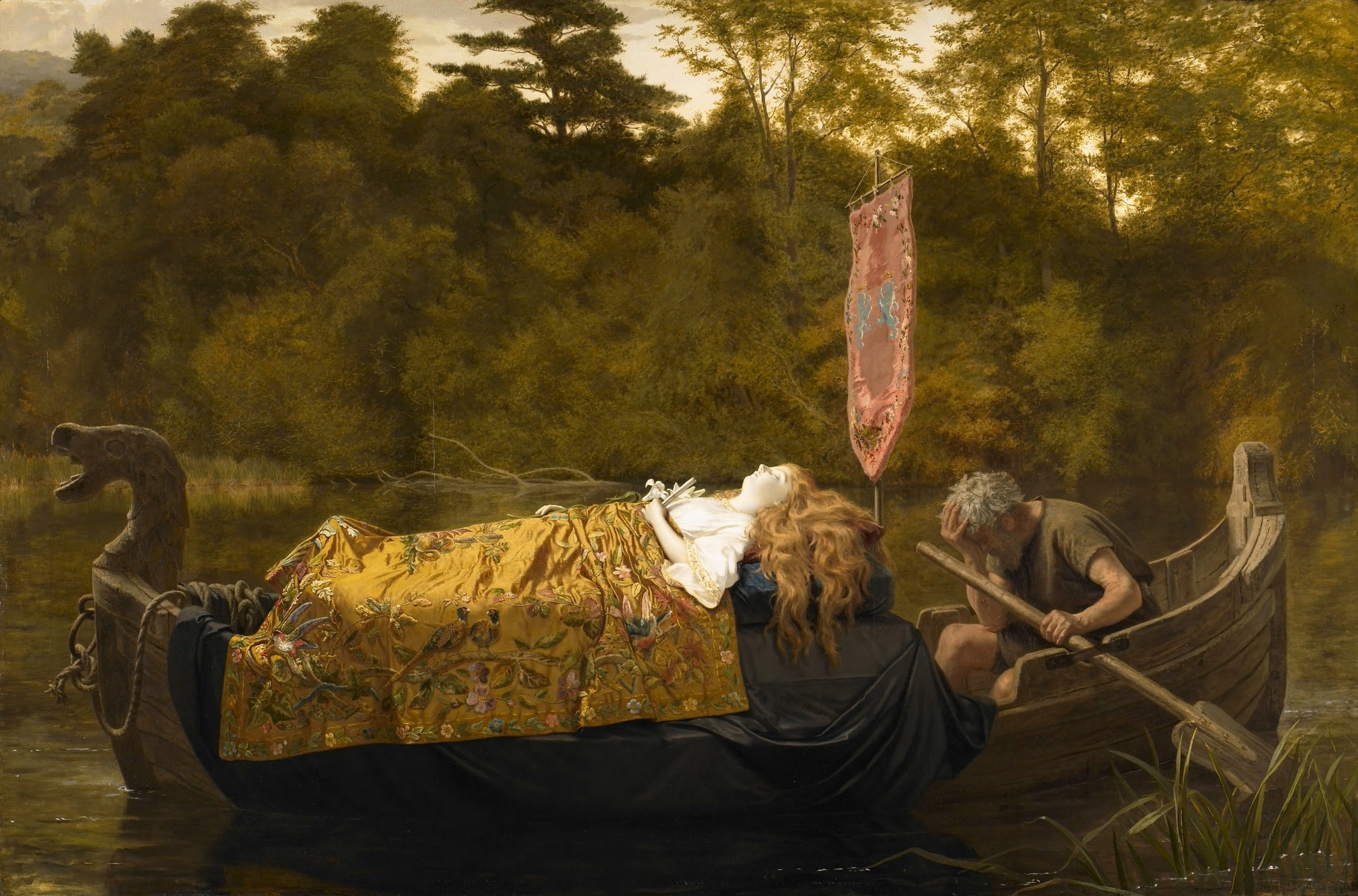
Elaineor, The Lily Maid of Astolat
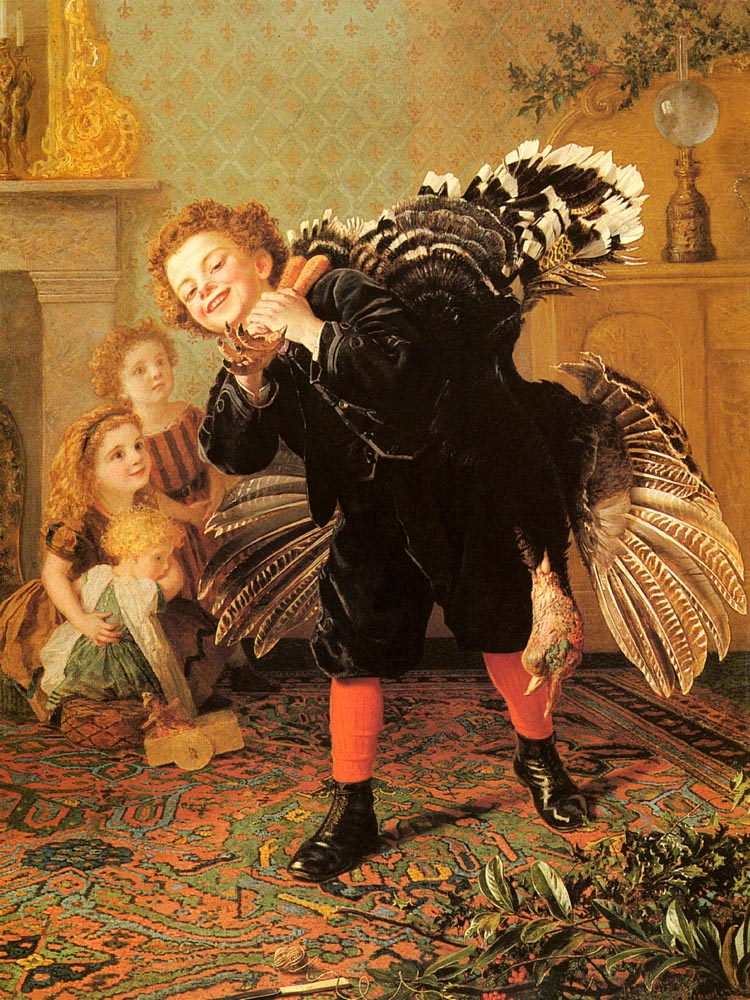
Christmas Time Heres The Gobbler
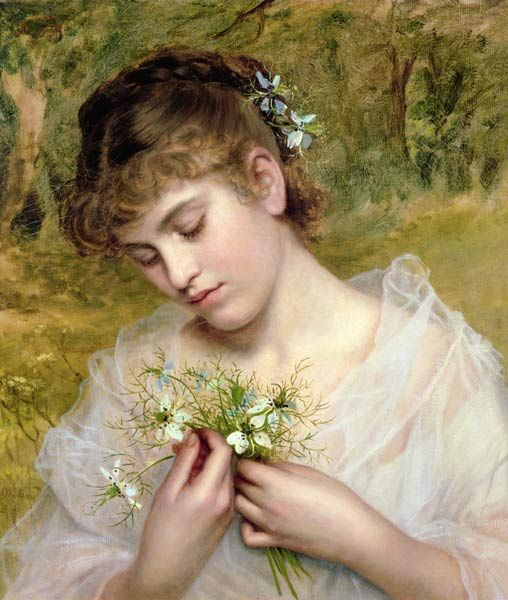
Love In a Mist
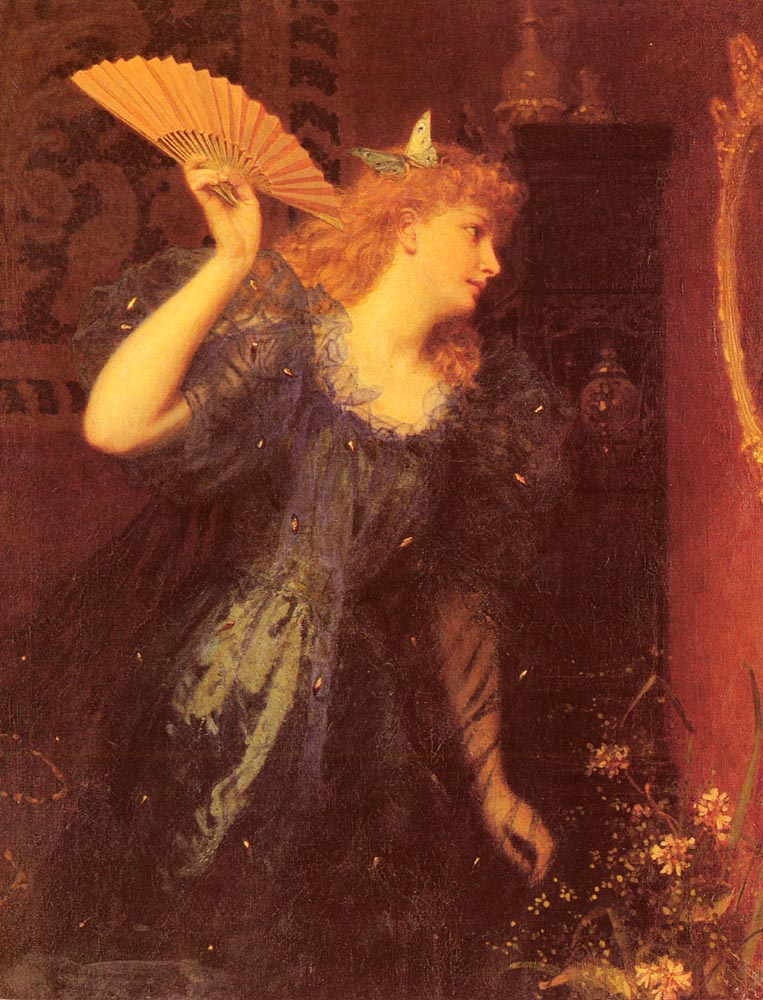
舞踏会の準備 Ready For The Ball
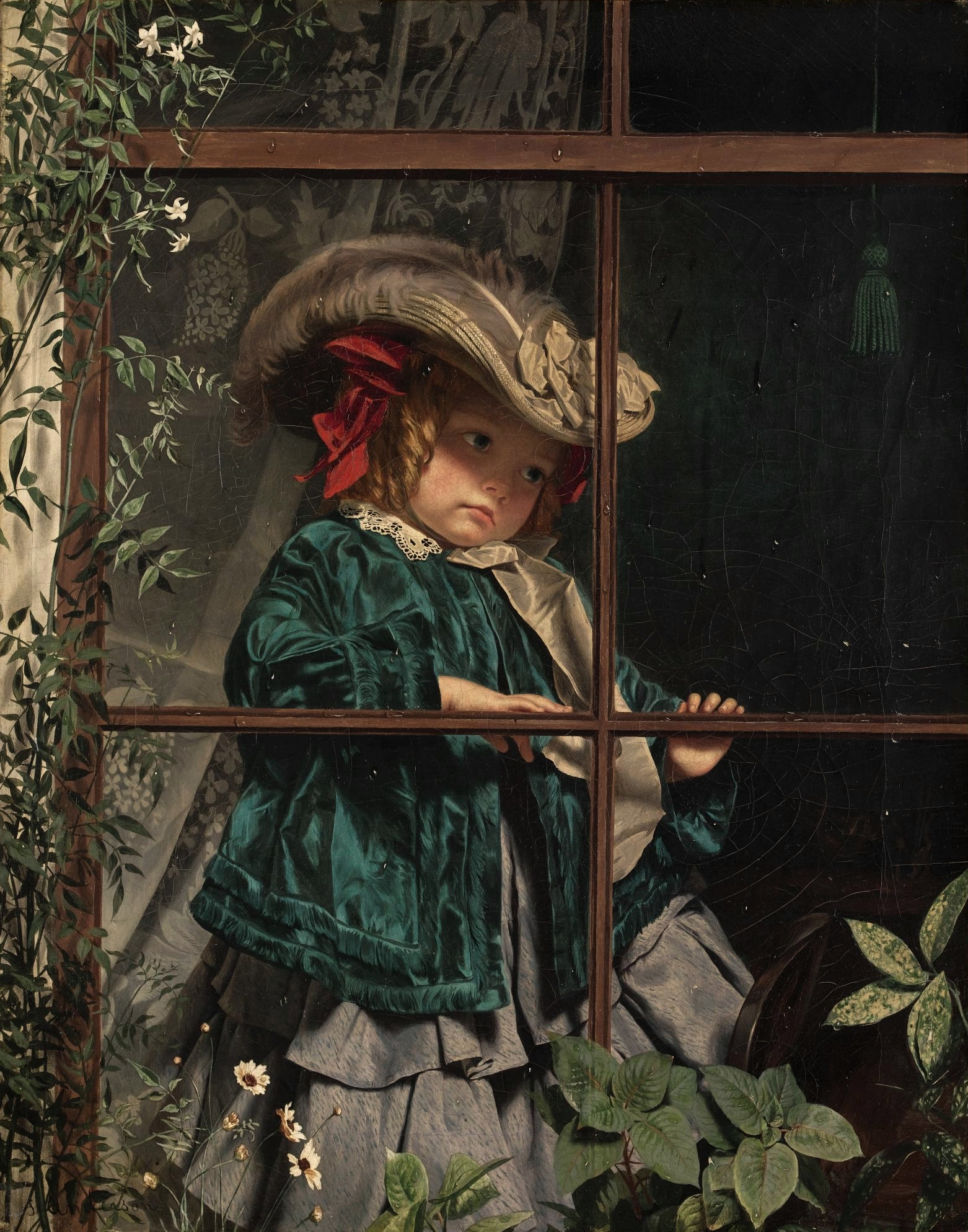
No Walk Today お散歩のない日